# エミール・モーリス
エーミル・モリース（Emil Maurice、1897年1月19日‐1972年2月6日）は、ナチス・ドイツの政治家、軍人。アドルフ・ヒトラーの運転手。ユダヤ系ドイツ人の古参ナチ党員で、1935年にヒトラーより名誉アーリア人（Ehrenarier）と宣言された。
国民社会主義ドイツ労働者党（NSDAP、ナチ党）の前身であるドイツ労働者党（DAP）の時代から入党していた古参党員であり、突撃隊の前身である会場警備隊の指揮官を務めていた。ミュンヘン一揆後に投獄されていた際にはルドルフ・ヘスとともにヒトラーの我が闘争の口述筆記を務めた。出獄後ヒトラーの運転手となったが、ヒトラーの姪アンゲリーカ・ラウバル（ゲリ・ラウバル）と親しい間柄になったことでヒトラーの不興を買い、党を追放された。のちに復帰してヒトラーとも和解、最終的には親衛隊上級大佐（SS-Oberführer）の階級を与えられた。ナチ党員番号は39番、親衛隊の隊員番号は2番であった。

## 経歴
シュレースヴィヒ＝ホルシュタイン州のヴェスターモーア出身。モリース家はフランスの家系である。実科学校（de:Realschule）を卒業した後、時計工として働いていたが、この際に横領罪に問われ、前科が付いている。第一次世界大戦中の1917年から1919年にかけてバイエルン王国陸軍に従軍した。
戦後の1919年に国民社会主義ドイツ労働者党（ナチ党）の前身ドイツ労働者党に入党した。1920年に「整理隊」（のちの突撃隊、当時は25名ほど）の指揮官に任じられた。しかし1921年7月29日にアドルフ・ヒトラーが党首に就任すると整理隊は「体育およびスポーツ部（Turn-und Sportabteilung）」と改称されてその指揮権はエアハルト海兵旅団のハンス・ウルリヒ・クリンチュに移された。
1923年にヒトラーの個人警護部隊「アドルフ・ヒトラー特攻隊Stoßtrupp Adolf Hitler」が設置されると、最初の隊員の一人となった。1923年11月9日のミュンヘン一揆に参加した。一揆の失敗後にヒトラーとともにランツベルク刑務所へ投獄された。刑務所内でヒトラーのもっとも親しい友人の一人になり、ここでヒトラーが著した『我が闘争』の中にも名前が出てくる数少ない人物の一人である。ヒトラーはモリースのことを「マウリッツェル（Mauritzel）」という南独風のあだ名で呼び、またヒトラーとモーリスは親しい間柄で使う二人称「du」で呼び合う間柄だった。
釈放後の1925年に親衛隊に入隊し、ヒトラーのボディーガード、また運転手を務めた。やがてヒトラーの知らぬところでヒトラーが可愛がっていた姪アンゲリーカ・ラウバル（愛称ゲリー）と親密な関係になった。1927年のクリスマス直前にモリースはゲリーにプロポーズし、ゲリーも承諾した。ヒトラーは日ごろから若い党員たちに結婚を奨励しており、モリースの結婚も心待ちにしていたので、モリースに「お前が結婚したら毎日お前たちの所に食事に行くからな」などと冗談を飛ばしていた。そのためヒトラーが喜ぶだろうと勘違いしたモリースはヒトラーにゲリーと婚約したことを告げた。それを聞いたヒトラーの態度は急変し、モリースに掴みかかり、モリースを散々に罵倒して婚約を解消するよう脅迫した。この時のヒトラーの剣幕にモリースは射殺されるのではという恐怖に駆られたという。
ヒトラーはモリースの給料の支給を遅らせるなど陰湿な嫌がらせを行うようになった。1927年末にモリースは運転手から解雇され、さらに党からも追放された。モリースはゲリーの事は諦めたが、それにしても無期限解雇は納得がいかなかった。労働裁判所で雇用主ナチ党を相手取って訴訟を起こして補償金500ライヒスマルクを得て、その金を元手にモリースはミュンヘンで時計屋を始めた。
1932年に親衛隊に再入隊。親衛隊全国指導者ハインリヒ・ヒムラーは古参党員で前身のアドルフ・ヒトラー衝撃隊の創設に関わったモリースに親衛隊の隊員番号2番を与えたが、特に親衛隊において重要な役割は与えられなかった。親衛隊における階級も最終的に親衛隊上級大佐に昇進するにとどまる。1933年のヒトラーの政権掌握後にはミュンヘン市の市議会議員（Ratsherr）を務めた。同年10月のミュンヘン一揆記念式典でヒトラーと再会した。この時すでに死亡していたゲリーについては話題にのぼらず、モリースは自分の新しい恋人となった医学生ヘートヴィヒ（Hedwig Maria Anna Proetz, ルードルフ・プレッツ大佐の一人娘。後に医師）をヒトラーに紹介するなど親密な空気の中での会話となり、二人は友情を取り戻した。
ヒムラーは1935年のモリースの結婚に際して家系調査を行った際に「モリースにはユダヤ人の血が流れている」という報告をヒトラーに行い、モリースを党と親衛隊から追放することを提案したが、ヒトラーは却下している。モリースの曽祖父でハンブルクのタリーア劇場（de）の創設者である「親愛なるモリース（Chéri Maurice）」ことシャルル・モリース・シュヴァルツェンベルガー（de）がユダヤ系であった。
1937年にミュンヘン手工業者会の会長に就任した。1940年から1942年にかけてドイツ空軍に将校として勤務。敗戦後は1948年に非ナチ化裁判にかけられ、4年間の労働収容所送りとなった。1972年にミュンヘンで死去。